# Ålands Vatten

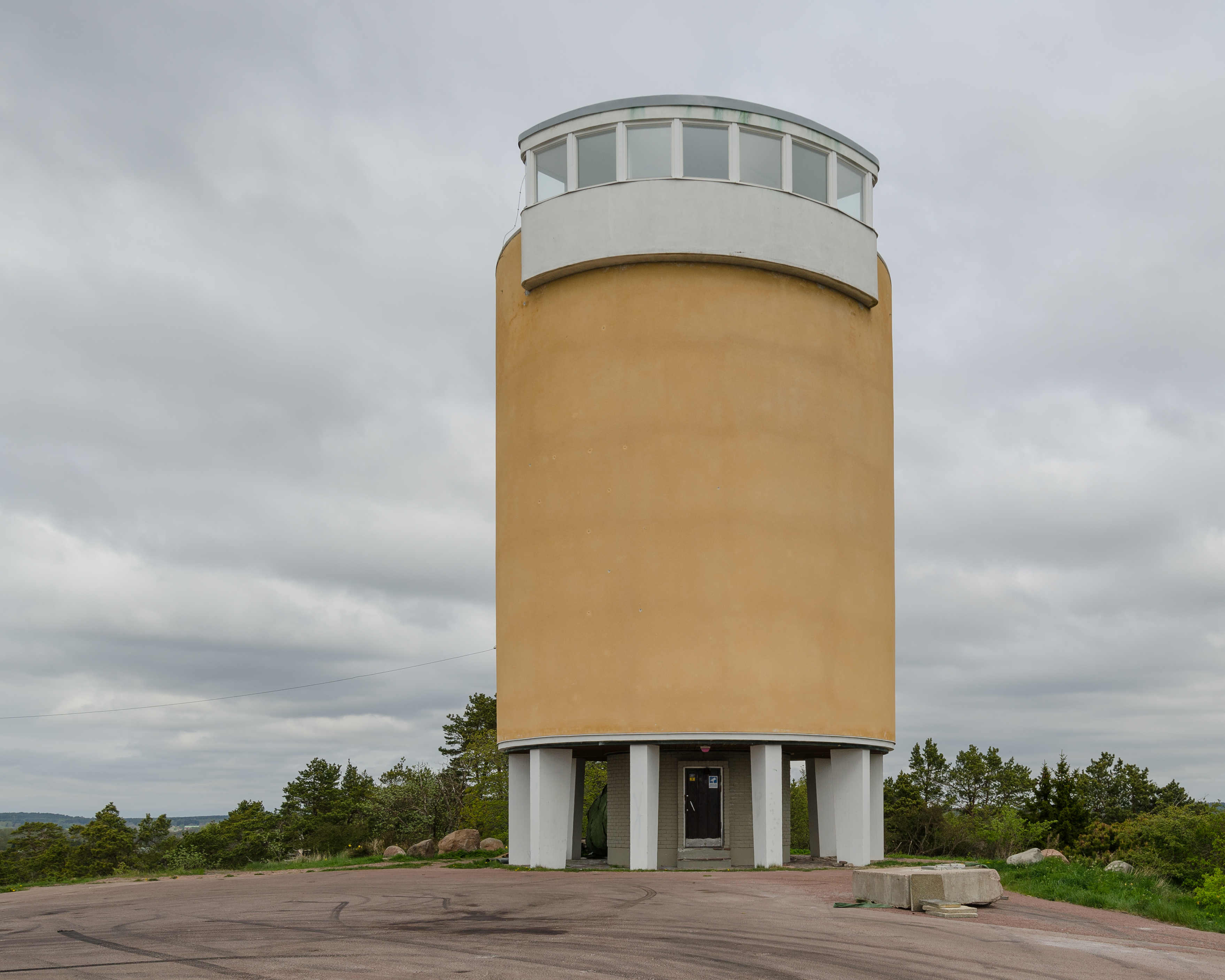
Mariehamns vattentorn i maj 2015.

Ålands Vatten Ab är ett kommunalt ägt aktiebolag på Åland. Bolaget producerar och levererar dricksvatten till cirka 75 % av Ålands befolkning. Ålands Vatten äger vattenverk, lågreservoarer, vattentorn, pumpstationer, regleringsdammar och huvudvattenledningar.
Bolaget har till ändamål att på allmännyttig bas och enligt sunda ekonomiska principer bygga och driva anläggningar för att tillgodose såväl enskilda konsumenters som industriella och andra företags vattenbehov.

## Historia
Från och med år 1949 har Mariehamns stad nyttjat dricksvatten från Dalkarby träsk. Vattenförbrukningen ökade stegvis och i mitten på 1960-talet var det dags att se sig om efter fler vattentäkter.
Under samma tidsperiod påbörjades utbyggnaden av bostadsområden i Godby, Finström och Prästgården by i Jomala. Då vattenförsörjningen i dessa områden inte var ordnad föll det sig naturligt att de tre parterna, kommunerna Mariehamn, Jomala och Finström gemensamt skulle lösa problemen med vattenförsörjningen. Bolaget Ålands Vatten Ab bildades och den 24 april 1970 fastställdes bolagsordningen. En fjärde ägare, Ålands landskapsregering, kom också med i tidigt skede.
Ålands Vatten Ab:s uppgift blev att lösa vattenförsörjningsproblem för centrala Åland och för Mariehamn. Bolaget sköter vattentäkter, vattenverk, stamvattenledningar och vattentorn medan den direkta distributionen av dricksvatten handhas av respektive kommun.